# Antônio Fagundes
Antônio da Silva Fagundes Filho (Rio de Janeiro, 1949. április 18. –) brazil színész, aki több színházi, tévésorozat- és filmszerepben is feltűnt.

## Élete
Rióban született, de hatéves kora óta São Paulóban él, ahol a színészetet is tanulta. Húszévesen, 1969-ben tűnt fel először televízióban, a Tv Tupiban vetített Nenhum Homem é Deus című sorozatban.
A Globónál az 1976-os Saramandaia című sorozatban volt látható először. Magyarországon A pampák királya című sorozatban lehetett látni Bruno Mezengaként.

## Sorozatszerepei
- 1969 - Nenhum Homem é Deus .... Netinho
- 1972 - A revolta dos anjos .... Vítor
- 1973 - Mulheres de areia (1973) .... Alaor
- 1974 - O Machão .... Petruchio
- 1972 - Bel-Ami .... Cadu
- 1976 - Saramandaia .... Lua Viana
- 1977 - Nina - Bruno
- 1978 - Dancin' Days .... Cacá
- 79/81 - Carga Pesada .... Pedro
- 1981 - Amizade Colorida .... Edu
- 1982 - Avenida Paulista .... Alexandre Torres
- 1983 - Champagne .... João Maria
- 1983 - Louco Amor .... Jorge Augusto
- 1984 - Corpo a Corpo .... Osmar
- 1988 - Vale Tudo .... Ivan Meireles
- 1990 - Rainha da Sucata .... Caio Szimanski
- 1996 - O Rei do Gado (A pampák királya) .... Bruno Mezenga / Antônio Mezenga (magyar hangja: Makay Sándor)
- 1997 - Por Amor .... Atílio
- 1994 - A Viagem .... Otávio César Jordão
- 1995 - A Próxima Vítima .... Astrogildo
- 1991 - O Dono do Mundo .... Felipe Barreto
- 1991 - Mundo da Lua .... Rogério Silva e Silva
- 1993 - Renascer .... José Inocêncio
- 1998 - Labirinto .... Ricardo Velasco
- 1999 - Terra Nostra .... Gumercindo
- 2001 - Porto dos Milagres .... Félix Guerrero / Bartolomeu Guerrero
- 2002 - Esperança .... Giuliano
- 2002 - Vale Todo .... Salvador
- 2003/2007 - Carga Pesada .... Pedro
- 2005 - Mad Maria .... ministro J. de Castro
- 2007 - Duas Caras .... Juvenal Antena
- 2008 - Negócio da China .... Ernesto Dumas (participação especial)